# Lars von Bonsdorff
Lars Gabriel von Bonsdorff, född 29 maj 1899 i Helsingfors, död där 25 juni 1989, var en finländsk historiker och skolman. Han var bror till Bertel von Bonsdorff.
Lars von Bonsdorff, som var son till professor Carl von Bonsdorff och Bertha Johanna Sumelius, blev student 1917, filosofie kandidat 1922, filosofie magister 1923, filosofie licentiat 1930, filosofie doktor 1932 och var docent i historia vid Åbo Akademi 1938–1946. Han var vikarie vid Nya svenska läroverket och Svenska lyceet i Helsingfors i svenska och historia 1922–1923 samt föreståndare för Östra Nylands folkhögskola och fiskarskola i Pernå 1923–1932. Han var äldre lektor i historia och samhällslära vid Svenska lyceet i Åbo 1932–1939 och timlärare i historia vid Heurlinska skolan 1934–1939. Han var äldre lektor vid Svenska lyceet i Helsingfors 1939–1962. Han var inspektor för Lovisa stads folkskolor 1923–1926. Han var ordförande i styrelsen för Samfundet Folkhälsan i Pernå 1929–1932 samt för Svenska Upplysningsbyrån i Åbo och i Arbetets vänner där 1936–1939. Han behandlade i flera arbeten förhållandena under den autonoma tiden och särskilt Lars Gabriel von Haartmans verksamhet. Han framträdde även som företagshistoriker.